# Био ми је добар друг
Био ми је добар друг је други студијски албум српске фолк певачице Маје Маријане. Издат је 1993. године за ПГП РТС. Пратеће вокале певали су Ангел Димов и Горица Илић. Снимљен је музички спот за насловну нумеру са албума, која је и највећи хит ове певачице.

## Списак песама
| №   | Назив                          | Трајање |  |
| 1.  | Био ми је добар друг           | 3:24    |  |
| 2.  | Ја и мама, добре другарице две | 3:45    |  |
| 3.  | Да ли ти је савест чиста       | 4:00    |  |
| 4.  | Под знаком си питања           | 3:30    |  |
| 5.  | Тужна је моја недеља           | 4:00    |  |
| 6.  | Малер до малера                | 3:15    |  |
| 7.  | За нама гледа пола града       | 3:23    |  |
| 8.  | Кажи ми мила мајко             | 3:33    |  |
| 9.  | Кад неког волим                | 3:15    |  |
| 10. | Памтиће се недеља              | 2:18    |  |